# Ophelia africana
Ophelia africana är en ringmaskart som beskrevs av Tebble 1953. Ophelia africana ingår i släktet Ophelia och familjen Opheliidae. Inga underarter finns listade i Catalogue of Life.